# Mine de Los Pelambres
La mine de Los Pelambres ou mine de Pelambres est une mine à ciel ouvert de cuivre situé à 200 km de Santiago dans la province de Choapa au Chili. Sa production a démarré en 1999. Elle appartient à 60 % à Antofagasta Minerals et à 40 % à un groupe japonais intégré par Nippon LP Resources B.V. (25%) et MM LP Holding B.V. (15%).

## Histoire
En 2018, un projet d'extension de la mine d'un coût de 1,3 milliard de dollars, rajoutant une capacité de production de 60 000 tonnes de cuivre par an est adopté.
En 2022, une grève touche la mine.
En 2024, une usine de désalinisation, d'un coût de 2 milliards de dollars, est construite pour alimentée la mine de cuivre. Sa construction démarre en 2019.